# Bảo tàng Khu vực ở Trzebinia
Bảo tàng Khu vực ở Trzebinia (tiếng Ba Lan: Muzeum Regionalne w Trzebini) là một bảo tàng về lịch sử phát triển công nghiệp ở Trzebinia, tọa lạc tại số 1 Phố Grunwaldzka, Trzebinia, Ba Lan.

## Lịch sử hình thành
Bảo tàng Khu vực ở Trzebinia được chính thức khánh thành vào ngày 25 tháng 8 năm 2010, nhưng việc thu thập các hiện vật trong bộ sưu tập của Bảo tàng bắt đầu từ sớm hơn nhiều (từ năm 1996). Ban đầu, các hiện vật do Hội những người yêu thích Trzebinia "COR" thu thập được trưng bày trong hai phòng tại Trang viên Zieleniewski ở Trzebinia. Năm 2004, các nhà chức trách của Thị trấn Trzebinia cấp cho Hội tòa nhà ở số 1 Phố Grunwaldzka. Công việc cải tạo tòa nhà này đã được thực hiện để phù hợp với chức năng làm trụ sở của Bảo tàng. Năm 2006, một cuộc triển lãm nhân kỷ niệm 200 năm truyền thống khai thác mỏ ở Vùng Trzebinia được khai mạc tại trụ sở này.

## Triển lãm
Bộ sưu tập của Bảo tàng Khu vực ở Trzebinia hiện đang bao gồm: huân chương, huy hiệu, bản đồ khai thác, giấy phép khai thác, trang phục làm việc của thợ mỏ, các bức ảnh thể hiện lịch sử phong phú của Mỏ than "Siersza" và Mỏ than "Trzebionka" đã ngừng hoạt động, các loại thiết bị và dụng cụ khai thác khác nhau, sách và thư mục lưu trữ về khai thác, mô hình thu nhỏ của thiết bị khai thác, và các thứ khác.